# Mbita Point
Mbita Point es una localidad de Kenia, con estatus de villa, perteneciente al condado de Homa Bay.
En 2009, el territorio de la villa tenía una población total de 62 974 habitantes.
Se sitúa en la costa del lago Victoria en el noroeste del condado, unos 30 km al noroeste de la capital condal Homa Bay. Al norte de la villa se ubica la isla de Rusinga, frente a su costa occidental la isla de Mfangano y frente a su costa oriental una península del condado de Siaya.
Era una pequeña aldea dedicada a la pesca hasta que en 2005 se le dotó de agua corriente y electricidad con la intención de construir una ciudad portuaria y turística en esta zona del lago. En los primeros años del siglo XXI, ha crecido notablemente con varias urbanizaciones, hasta el punto de que el territorio de su administración local ha llegado a superar en población a la capital condal Homa Bay. Alberga uno de los centros de investigación del Centro Internacional de Fisiología y Ecología de los Insectos.